# فيلي هنتر (عازف كمان)
فيلي هنتر (بالإنجليزية: Willie Hunter) هو عازف كمان ‏ بريطاني، ولد في 1933 في شتلاند في المملكة المتحدة، وتوفي في 1995.

## وصلات خارجية
- فيلي هنتر على موقع ميوزك برينز (الإنجليزية)
- فيلي هنتر على موقع ديسكوغز (الإنجليزية)